# 이인우 (기업인)
이인우(1949년 7월 10일 ~ )는 사조그룹의 대표이사 등을 역임한 대한민국의 기업인이다. 경상북도 대구부(현재의 대구광역시) 출신이다.

## 학력
- 경북고등학교 졸업
- 서울대학교 경제학과 졸업

## 경력
- 대신증권
- 세신실업
- 동신제약 감사
- 사조냉장 감사
- 사조산업 대표이사
- 사조개발 대표이사
- 신동방 대표이사 사장
- 사조레저 대표이사
- 대림수산 대표이사
- 사조해표 대표이사
- 사조대림 대표이사
- 사조그룹 식품총괄사장